# 인천용일초등학교
인천용일초등학교(仁川龍一初等學校)는 대한민국 인천광역시 미추홀구에 있는 공립 초등학교이다.

## 연혁
- 2024년 3월 1일: 일반 20학급, 특수 3학급 편성
- 2024년 3월 1일: 결대로자람학교(舊행복배움학교) 운영(4년차)
- 2024년 2월 26일: 2024 공간재구조화 선정
- 2024년 1월 9일: 제59회 졸업식(90명, 누계 25,051명)
- 2023년 12월 29일: 학교시설개방 교육감표창
- 2023년 5월 27일: 제52회 전국소년체육대회(씨름) 장사급 3위
- 2023년 3월 1일: 제20대 박미경 교장선생님 부임
- 2023년 1월 6일: 제58회 졸업식(106명, 누계 24,961명)
- 2022년 12월 6일: 운동장 스탠드 및 주변 도색공사
- 2022년 7월 16일: 남부교육장배 스포츠클럽리그 탁구 우승
- 2021년 10월 29일: 인천학교예술교육 온라인 페스티벌 우수영상 수상
- 2021년 8월 20일: 학교명상숲 조성(미추홀구청 지원)
- 2021년 3월 1일: 행복배움학교(인천형혁신학교) 지정
- 2020년 5월 10일: 늘품꿈터 준공
- 2020년 3월 11일: 다목적 강당 준공
- 2019년 12월 26일: 학교 응원가 제작
- 2018년 10월 28일: 정문 진입로 포장 및 안전 보행로 도색
- 2018년 8월 5일: 본관 및 2동 복도 바닥재 교체공사
- 2018년 7월 5일: 국악 교실 방음공사 및 설비확충
- 2018년 6월 21일: 교사 2동 옥상 방수공사
- 2017년 10월 31일: 조합놀이대 설치
- 2017년 8월 14일: 교실 바닥공사
- 2016년 8월 28일: 실․내외 창호 교체 공사
- 2014년 11월 30일: 운동장 수도 시설공사(동문회 기증)
- 2006년 2월 28일: 급식실 확장
- 2005년 10월 18일: 씨름장 준공
- 2004년 9월 20일: 정문 개축
- 2003년 12월 1일: 후문 개축
- 1997년 10월 16일: 2동 교사 개축
- 1997년 10월 11일: 스탠드 완공
- 1996년 9월 23일: 급식소 개관
- 1995년 3월 10일: 병설유치원 1회 입학식
- 1989년 12월 20일: 본관 15개 교실 증축
- 1981년 9월 30일: 자연관찰원 신설
- 1978년 3월 1일: 학구재조정(남부초교로 분리)
- 1973년 3월 2일: 학구재조정(용정초교로 분리)
- 1971년 8월 10일: 교사 증축(12개 교실)
- 1969년 12월 30일: 교사 증축(13개 교실)
- 1966년 2월 21일: 제1회 졸업식(179명)
- 1963년 2월 5일: 초대 김정규 교장선생님 취임
- 1962년 12월 31일: 교사 신축(본관 8개 교실)
- 1962년 11월 5일: 개교(학익초교에서 분리, 9학급 편성)
- 1962년 10월 1일: 설립인가